# Heterospilus eurostae
Heterospilus eurostae – gatunek błonkówki z rodziny męczelkowatych.

## Zasięg występowania
Gatunek ten występuje w Ameryce Północnej.

## Biologia i ekologia
Heterospilus eurostae  jest parazytoidem muchówki Eurosta solidaginis z rodziny nasionnicowatych.